# میدوی، شهرستان لیکی، میسیسیپی
میدوی (به انگلیسی: Midway) یک منطقهٔ مسکونی در ایالات متحده آمریکا است که در شهرستان لیک، میسیسیپی واقع شده‌است. میدوی ۱۴۳٫۸۷ متر بالاتر از سطح دریا واقع شده‌است.